# Voh (Nuova Caledonia)
Voh (in kanak Vook) è un comune della Nuova Caledonia nella Provincia del Nord.